# André Kamperveen

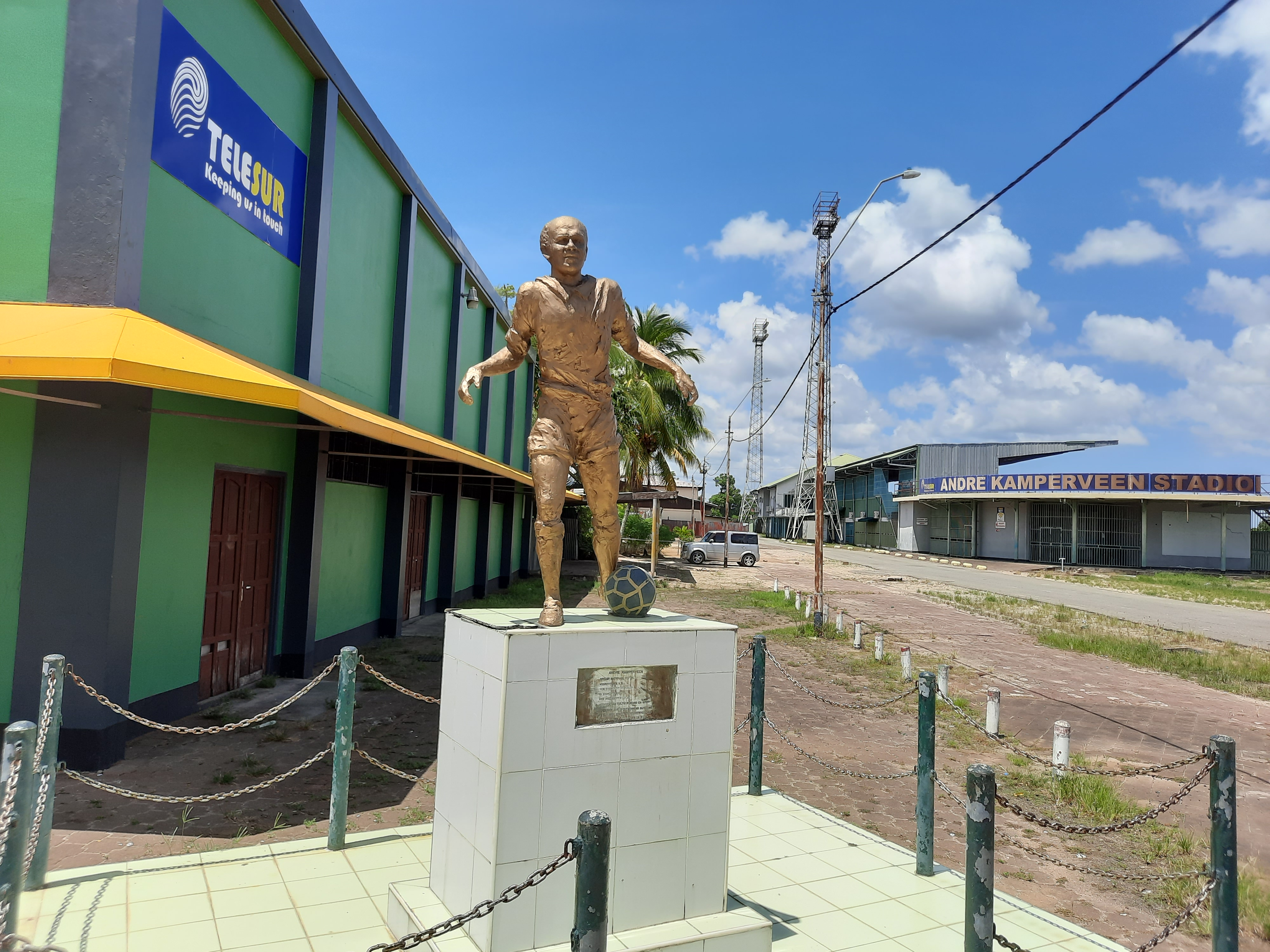
Statue von Kamperveen vor dem Büro des SVB und bei dem nach ihm benannten Stadion.

Rudi André Kamperveen (* 27. September 1924 in Paramaribo, Suriname; † 8. Dezember 1982 ebenda) war ein surinamischer Sportler, Sportmanager, Politiker und Unternehmer.

## Leben
Kamperveen erlernte das Fußballspielen als Straßenfußballer in seiner Heimatstadt Paramaribo. Mit 18 Jahren wurde er zum Wehrdienst einberufen, in seiner Freizeit spielte er beim Militärsportverein M.V.V, mit dem er 1948 und 1949 die Landesmeisterschaft erringen konnte. 1950 erhielt er einen Einjahresvertrag beim brasilianischen Profiverein Paysandu SC. Während seiner Fußballkarriere war er in den 1940er Jahren Mittelstürmer und Kapitän der Surinamische Fußballnationalmannschaft. In den Niederlanden spielte er als erster Profi aus Suriname beim HFC Haarlem.
Nach seiner Karriere wurde er Sportminister in Suriname. Er half, die Caribbean Football Union zu gründen, zu deren erster Präsident er 1978 gewählt wurde. Er war auch Vizepräsident der FIFA.
Am 8. Dezember 1982 wurden Kamperveen und 14 andere Männer, die sich gegen das Militärregime von Desi Bouterse ausgesprochen hatten, in Fort Zeelandia getötet. Die Taten wurden als Dezembermorde bekannt. Sein Körper zeigte Verletzungen des Kiefers und ein geschwollenes Gesicht, er hatte 18 Schusswunden in der Brust, eine Schusswunde im rechten Schädel, einen gebrochenen Oberschenkelknochen und einen gebrochenen Arm.

### Ehrungen
Kamperveen wurde in die CONCACAF Hall of Fame aufgenommen.
Am 1. Oktober 2000 wurde das Suriname-Stadion zu seinen Ehren in André-Kamperveen-Stadion umbenannt und ein Standbild von dem Künstler Erwin de Vries eingeweiht. Die Inschrift auf dem Sockel lautet: André Kamperveen, Nationalspieler, Vorsitzender SVB, Vizepräsident Fifa, Minister für Kultur, Jugend und Sport. Angeboten an das sportbegeisterte Suriname am 1. Oktober 2000 anlässlich des 80-jährigen Bestehens des SVB.